# Noctua
Noctua es un género de lepidópteros. Las alas anteriores son de colores opacos, crípticos y a menudo las posteriores tienen diseños brillantes que permanecen ocultos durante el reposo. Son buenos voladores.

## Especies
- Noctua atlantica Warren, 1905
- Noctua carvalhoi Pinker, 1983
- Noctua comes Hübner, [1813]
- Noctua fimbriata Schreber, 1759
- Noctua interjecta Hübner, [1803]
- Noctua interposita Hübner, [1790]
- Noctua janthe Borkhausen, 1792
- Noctua janthina [Schiffermüller], 1775
- Noctua noacki Boursin, 1957
- Noctua orbona Hufnagel, 1766
- Noctua pronuba (Linnaeus, 1758)
- Noctua teixeirai Pinker, 1971
- Noctua tertia Mentzer, Moberg & Fibiger, 1991
- Noctua tirrenica Biebinger, Speidel & Hanigk, 1983
- Noctua undosa Leech, 1889
- Noctua warreni Lödl, 1987

## Galería

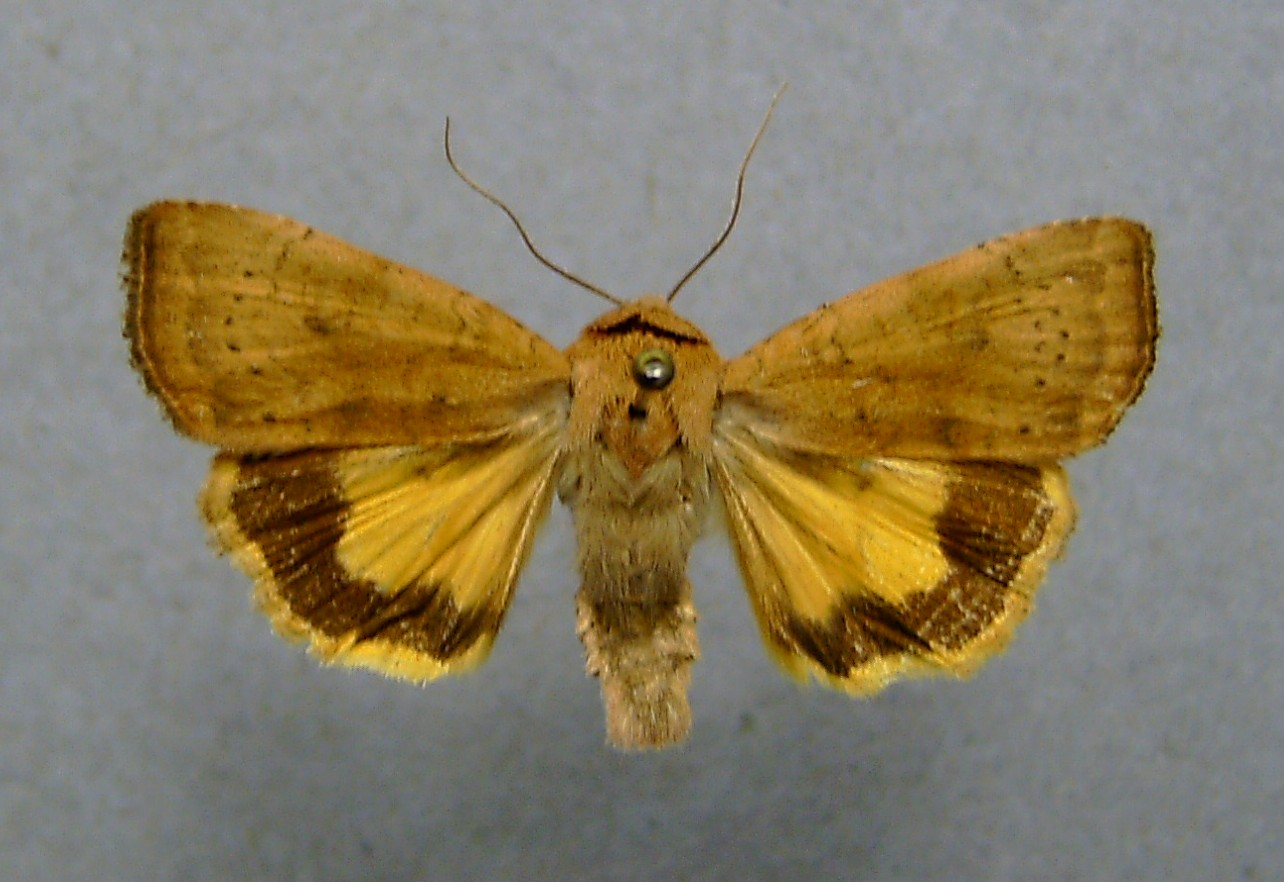
Noctua interjecta
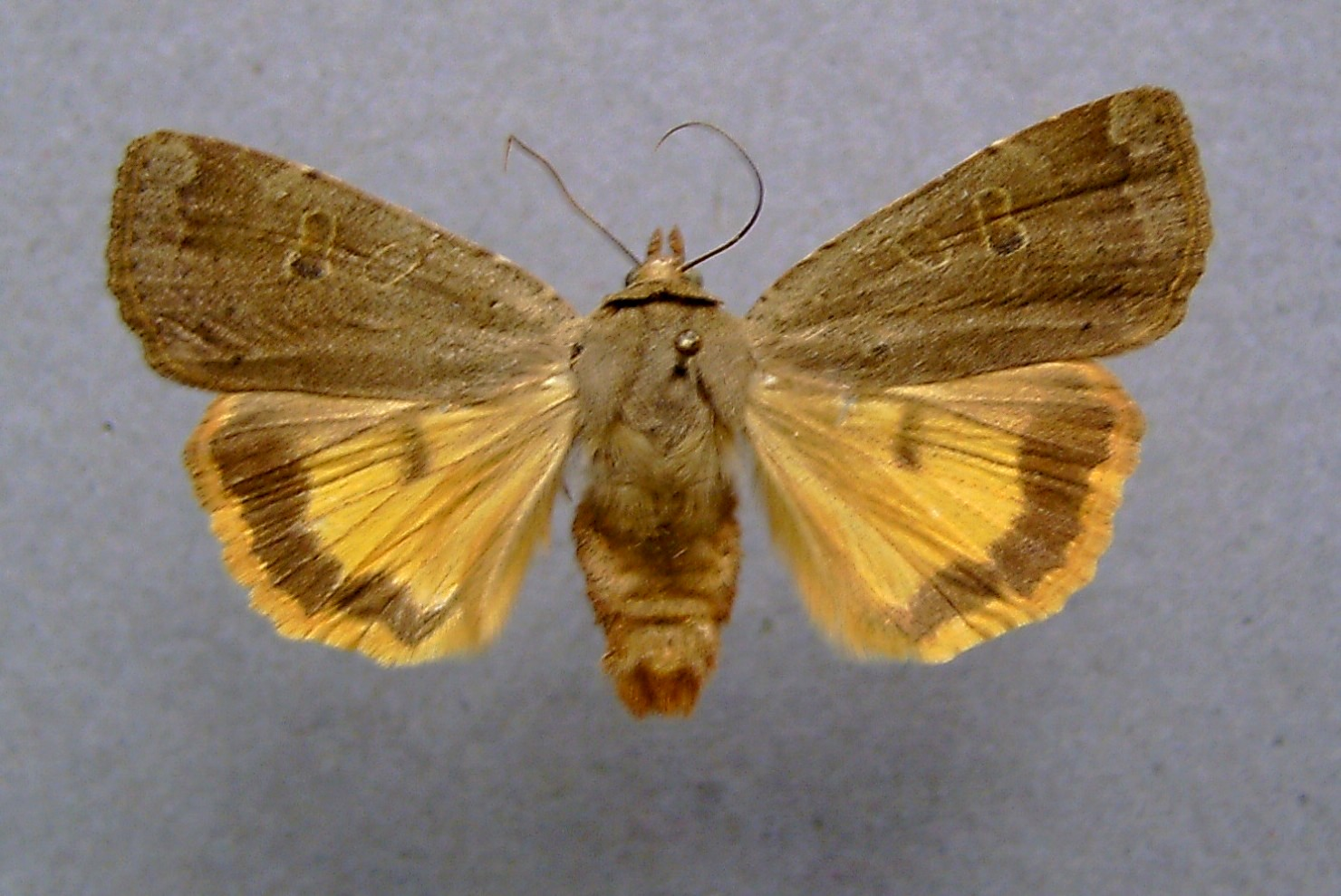
Noctua comes
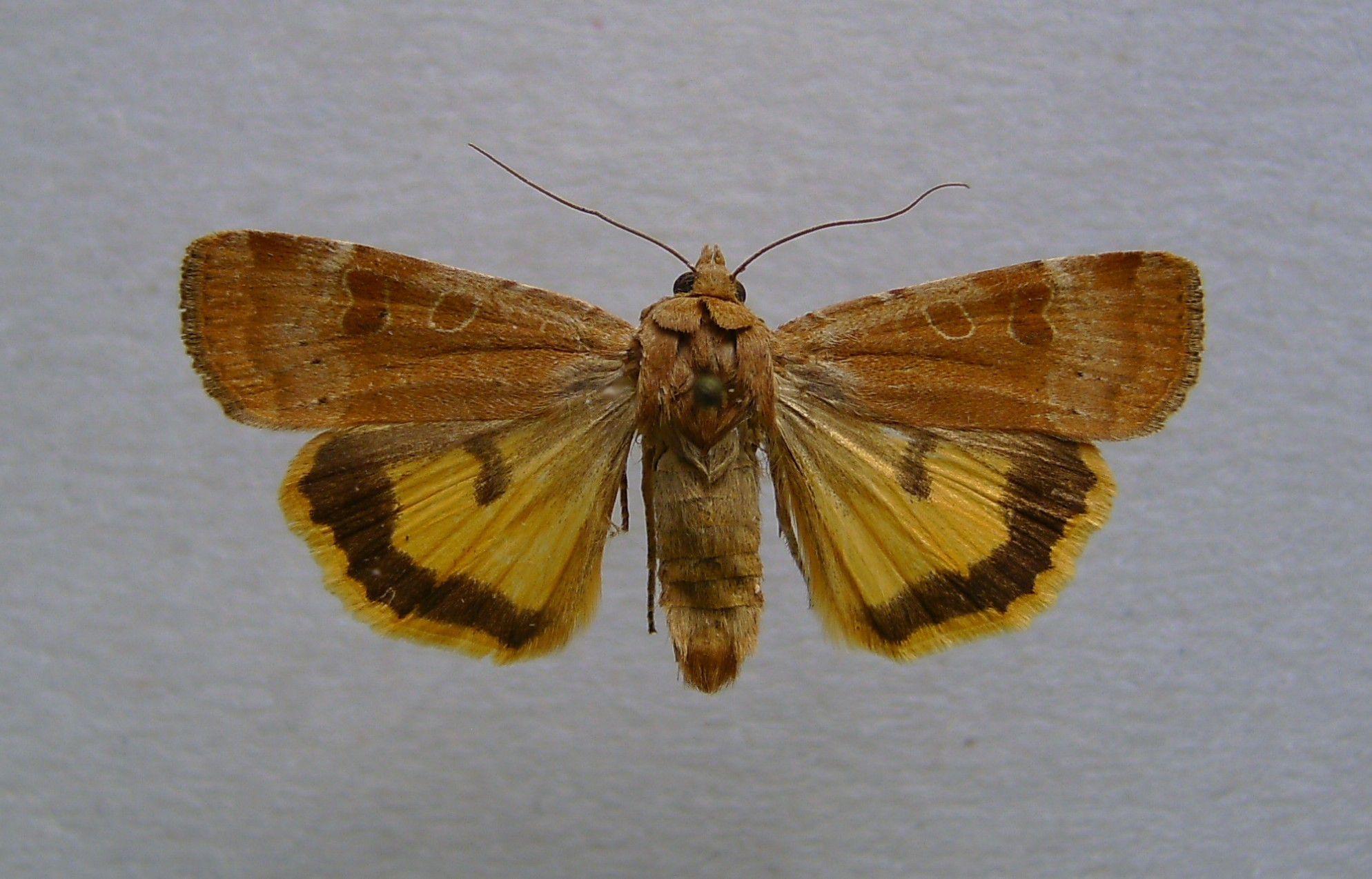
Noctua interposita
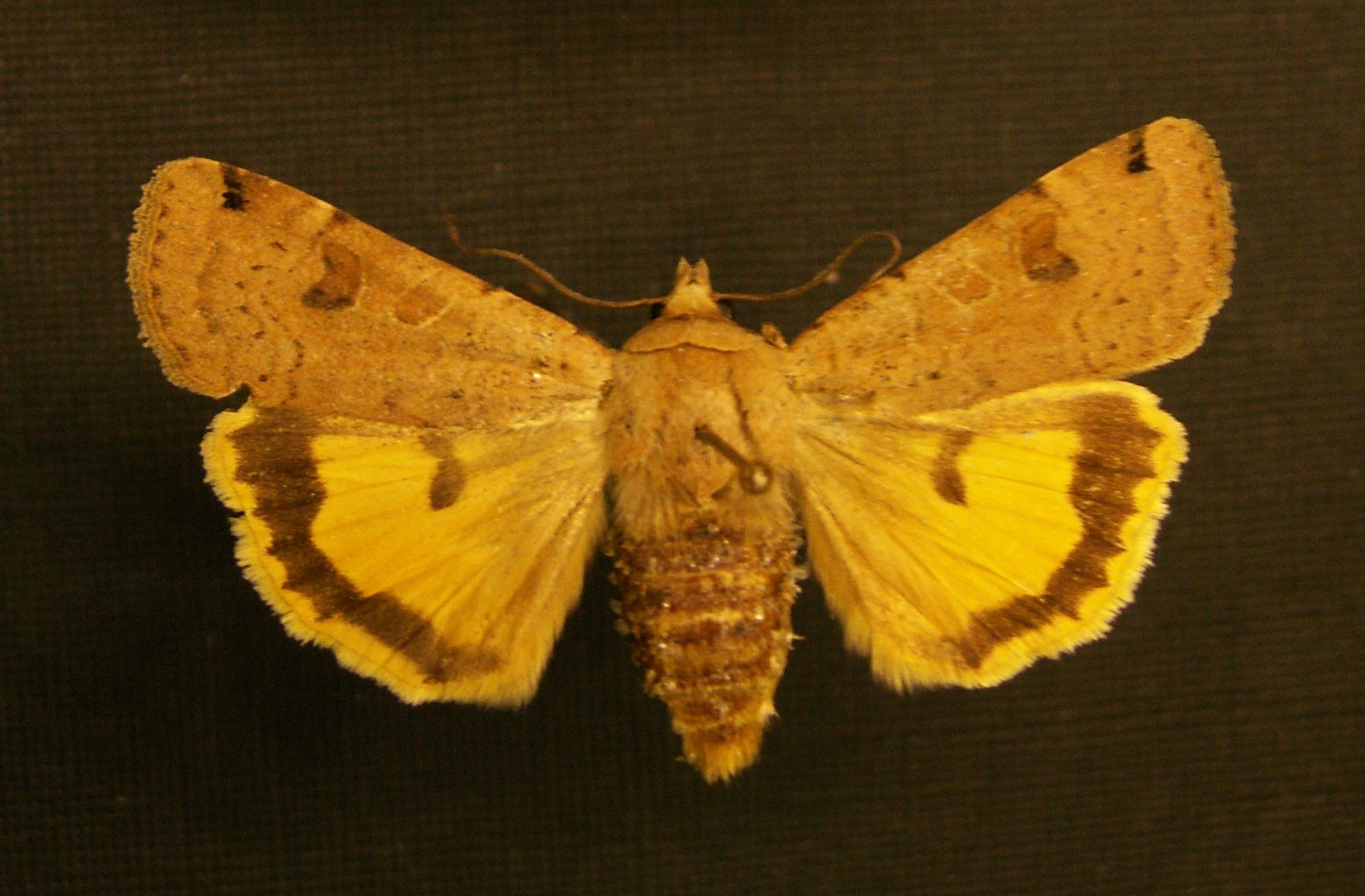
Noctua orbona
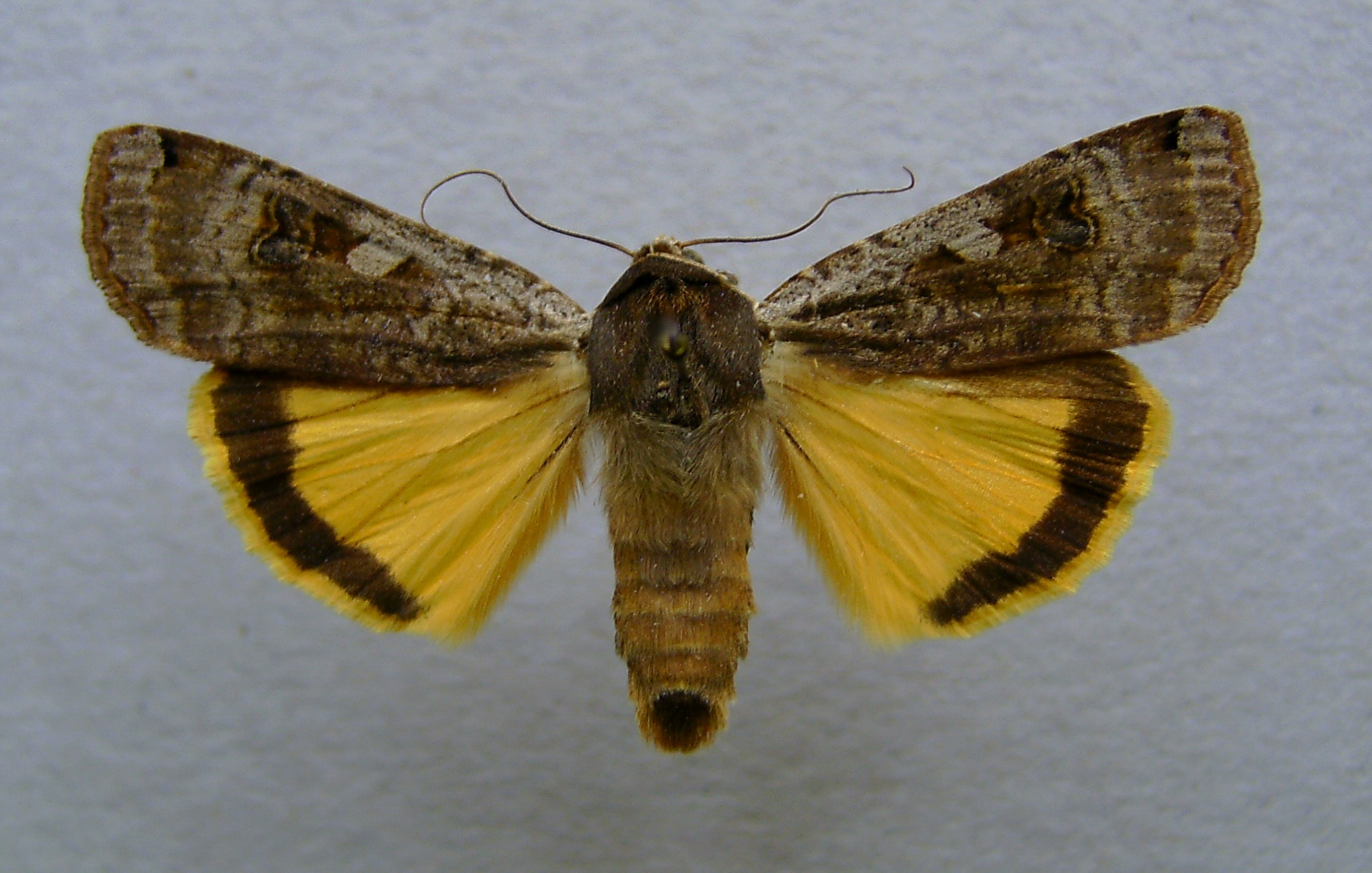
Noctua pronuba
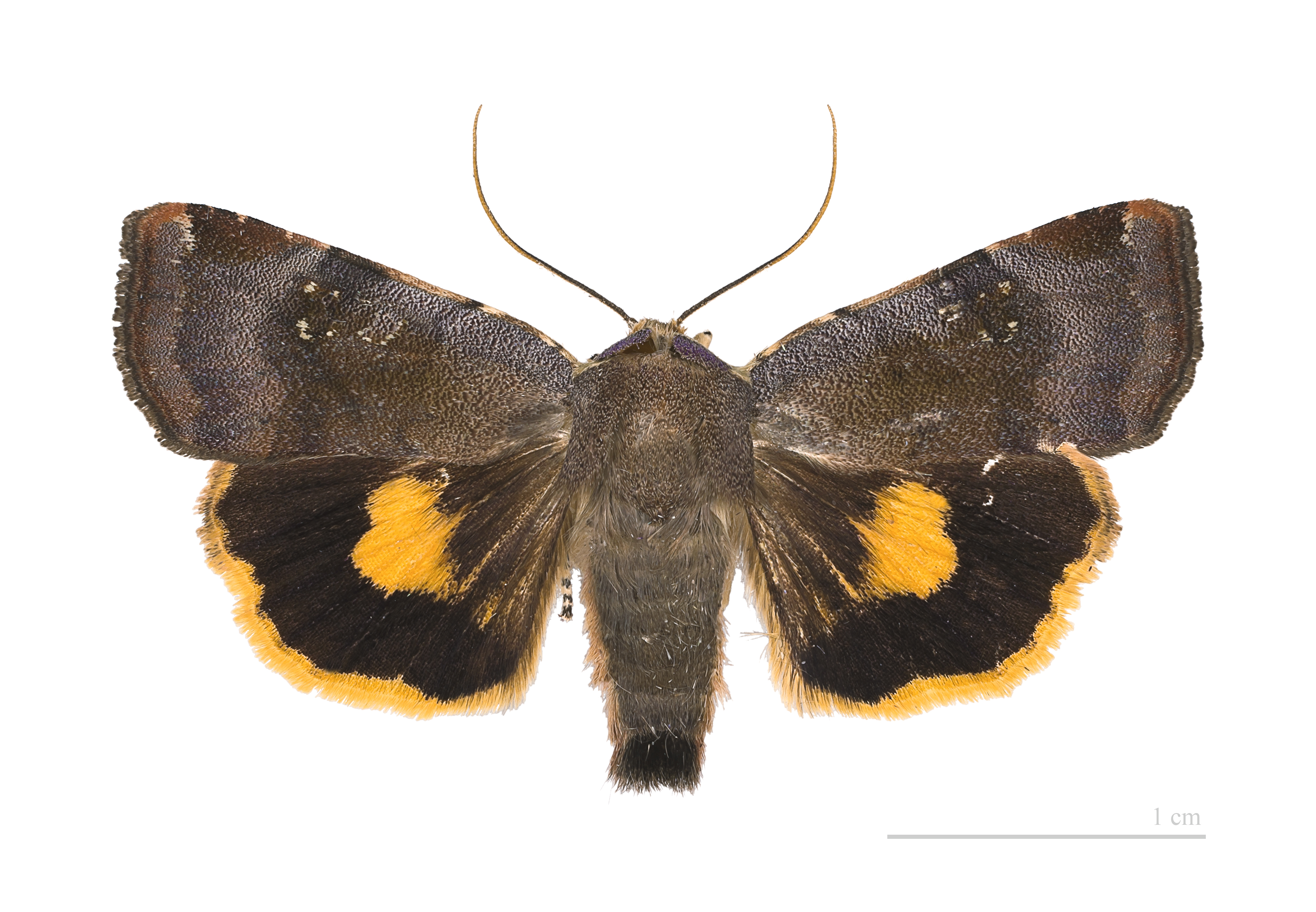
Noctua janthina
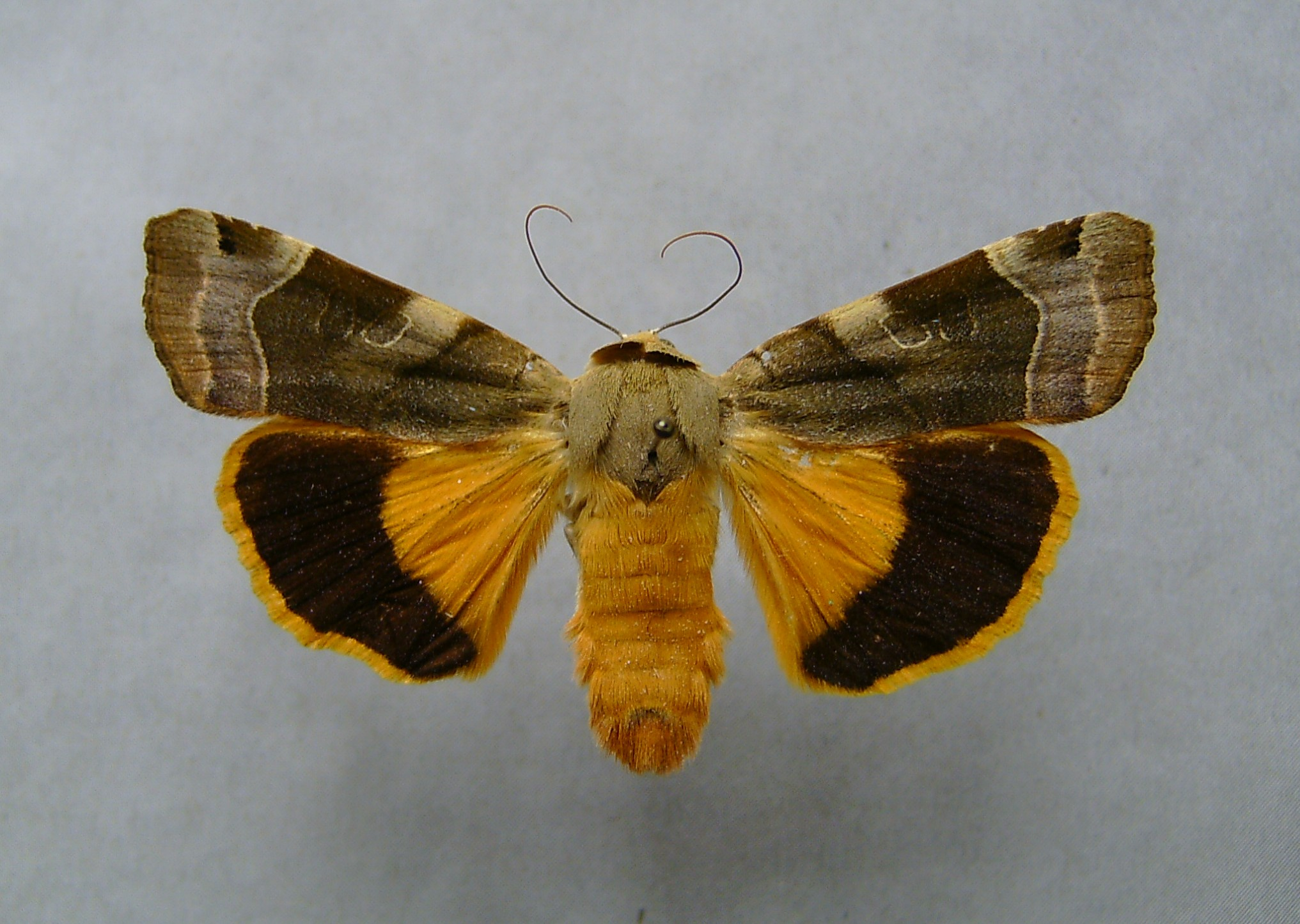
Noctua fimbriata
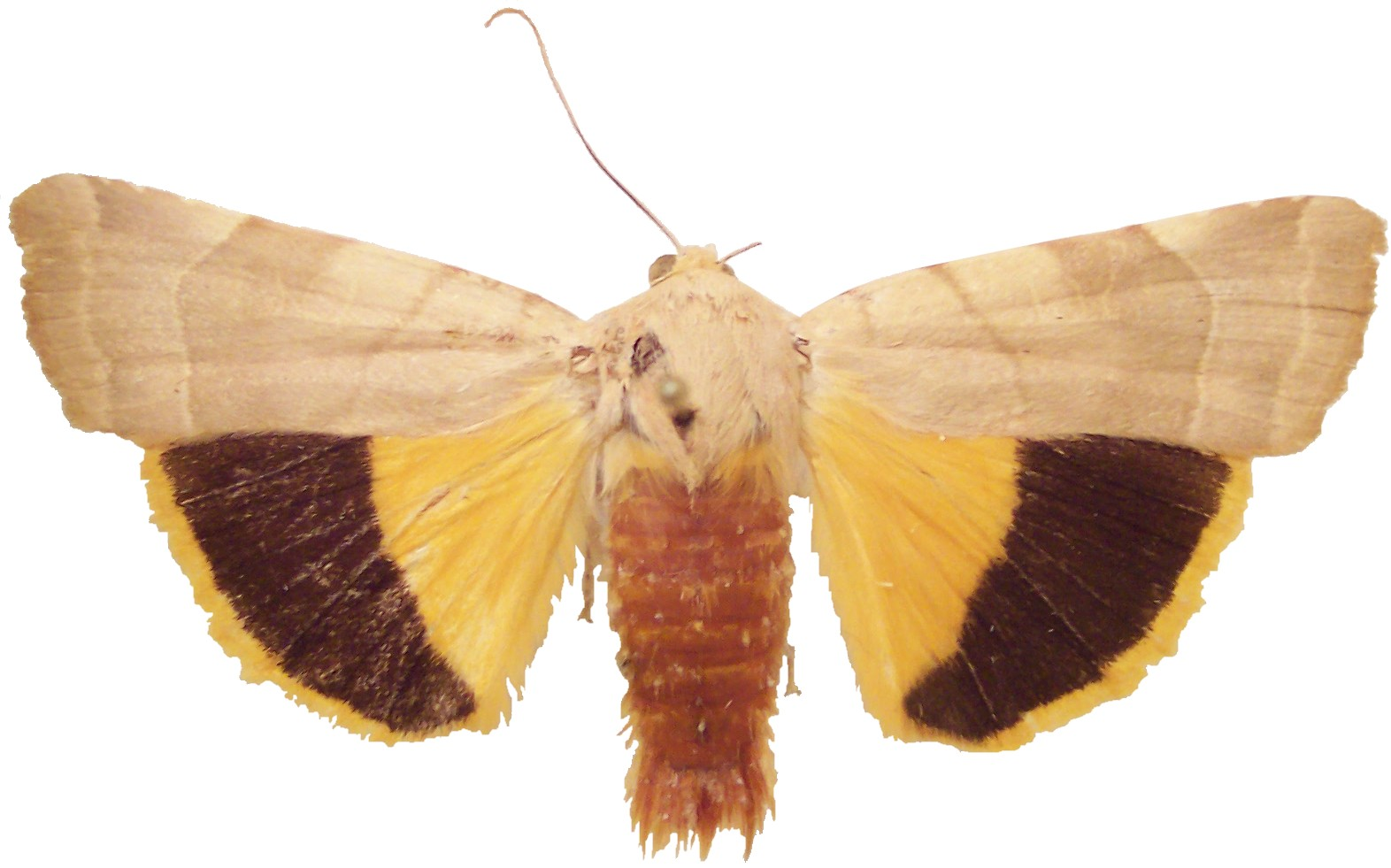
Noctua tirrenica
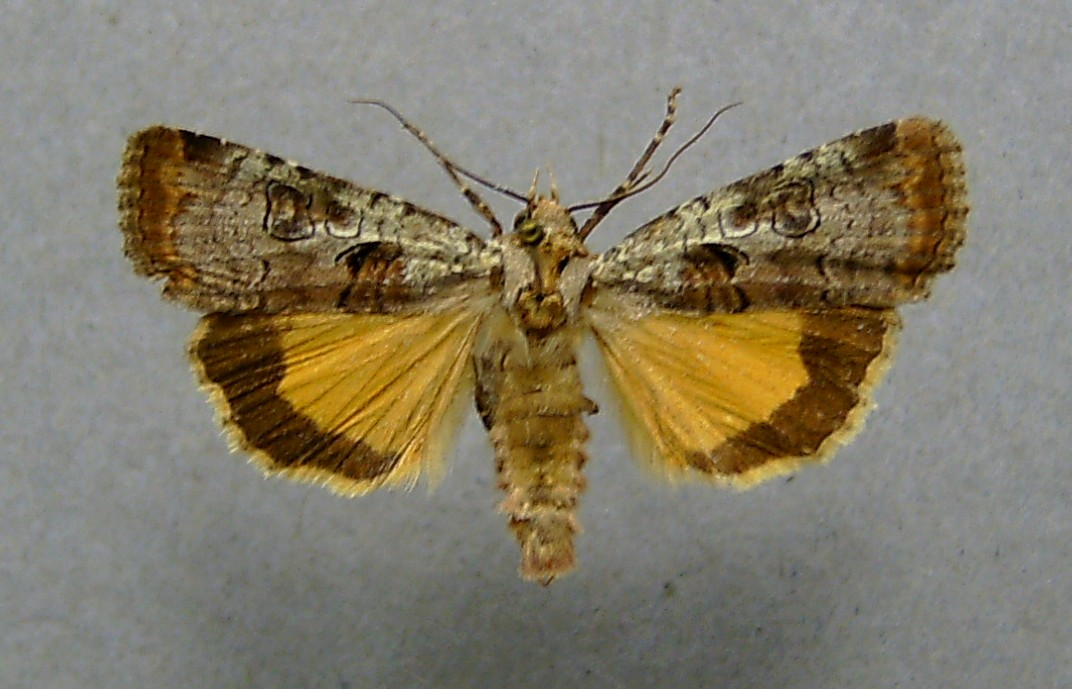
Epilecta linogrisea